# Римський театр

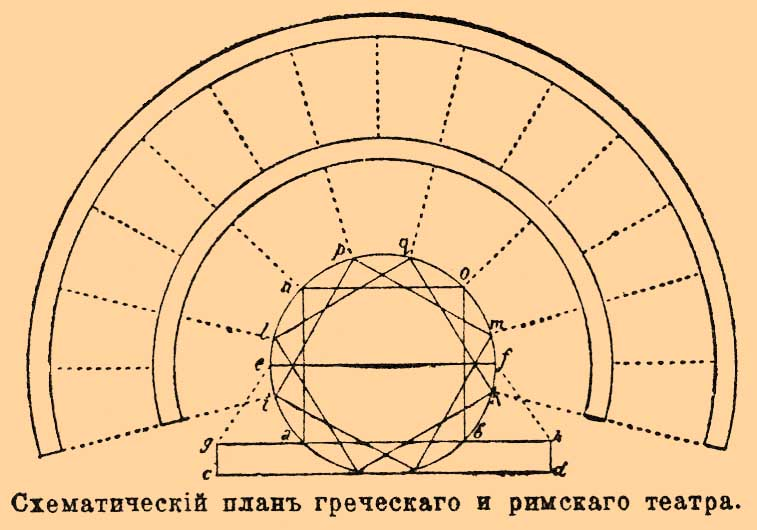
Схематичний план грецького і римського театрів

Римський театр — споруда для проведення культурних заходів у Стародавньому Римі.
Подібно до Греції, в Римі драматичні вистави влаштовувалися тільки в різні релігійні свята або у зв'язку з якимись урочистими подіями. Точний час їхнього виникнення визначити неможливо за браком даних. Світського характеру вистави набули приблизно в IV ст. до н. е., коли за них почали відповідати не представники колегії жерців, а члени міського магістрату, й актори виступали вже не в храмах, а в якихось театральних спорудах.
Найдавнішими святами вважалися Римські, або Великі, ігри(у вересні) на честь бога Юпітера, вони супроводжувалися величними процесіями та змаганнями. З III ст. до н. е. були встановлені Плебейські ігри (у листопаді), на яких 240 р. до н. е. почали вже регулярно ставити комедійні та трагічні вистави. Наприкінці того ж сторіччя запроваджено ігри на честь бога Аполона (в липні), а потім — Великої матері богів Кібели, що називалися Мегалесійськими іграми (у квітні). Пізніше за всіх з'явилися ігри богині Флори, що славили пробудження природи (Флореалії в кінці квітня — на початку травня). Загальна тривалість цих свят сягала 76 днів, з яких 50 відводилися на драматичні вистави. Ігри влаштовувалися на кошти міста й тих посадових осіб, які відповідали за їхнє проведення, і супроводжувалися пишними маніфестаціями, різними веселощами, боями хижаків чи гладіаторів на аренах цирку, виставами в театрах.

## Архітектура
Суперечливі джерела засвідчують, що спочатку споруджувалися тимчасові дерев'яні театри, що розбиралися після закінчення свят. У II ст. до н. е. нібито почали робити постійну сцену й амфітеатр, у якому всі глядачі стояли. Римлянам заборонялося приносити з собою лави чи стільці, аби вони не сиділи під час вистав. Заборонялося також улаштовувати вистави ближче, ніж за 1000 кроків від лінії міста. Сцена являла собою два-три будиночки, перед якими й розгорталася дія. Простір, що в грецькому театрі називався «орхестрою» (тобто місцеперебування хору), зберігся і в римському театрі, але тепер він призначався для «високих» глядачів — сенаторів та інших привілейованих осіб (сучасний «партер»). Інші глядачі спочатку стояли, а потім сиділи в амфітеатрі. Боротьба за «сидячі місця» тривала майже століття, римський сенат уперто не хотів їх дозволяти як споруди непотрібні й такі, що розбещують суспільство. Незважаючи на популярність драматичних вистав, перші кам'яні театри з'явилися лише в 55 р. до н. е. (Гнея Помпея в Римі), пізніше — ще три театри. Їхня місткість була досить великою — до 15 тис. глядачів. Усі театри оснащувалися досить складною для тих часів технікою, що давало змогу змінювати декорації, піднімати чи спускати завісу, створювати різні сценічні ефекти. Слід зауважити, що трохи раніше почалося будівництво й окремих амфітеатрів (цирків) для боїв рабів-бестіаріїв з хижаками чи гладіаторів. Місця в театрах не визначалися, нумерованими були лише ряди й сектори.
Римські театри будувались по всій території імперії — від Іспанії до Близького Сходу. Через здатність римлян впливати на місцеву архітектуру, численні театри світу мають унікальні римські атрибути.
Будівлі були напівкруглими та мали особливі архітектурні атрибути, з незначними відмінностями в залежності від регіону побудови:
- сцена, яка мала такі основні елементи:
  - Так звана лат. scaenae frons — постійна архітектурна декорація, висока (2-3 поверхи) фонова стіна на сцені, яка підтримувалась колонами та типово мала три виходи. Початково вони не були частиною будівлі, а створювались лише для надання фону акторам (як сучасні декорації). Пізніше вона стала частиною самої будівлі театру і створювалась з бетону.
  - лат. proscaenium, стіна, яка підтримувала передній край сцени та мала по боках сильно декоровані ніші. Вважається елліністичним впливом
  - лат. podium, який деколи слугував опорою для колон scaenae frons.
- секція для сидіння (лат. auditorium).
- лат. Vomitoria, тобто виходи/входи для відвідувачів.

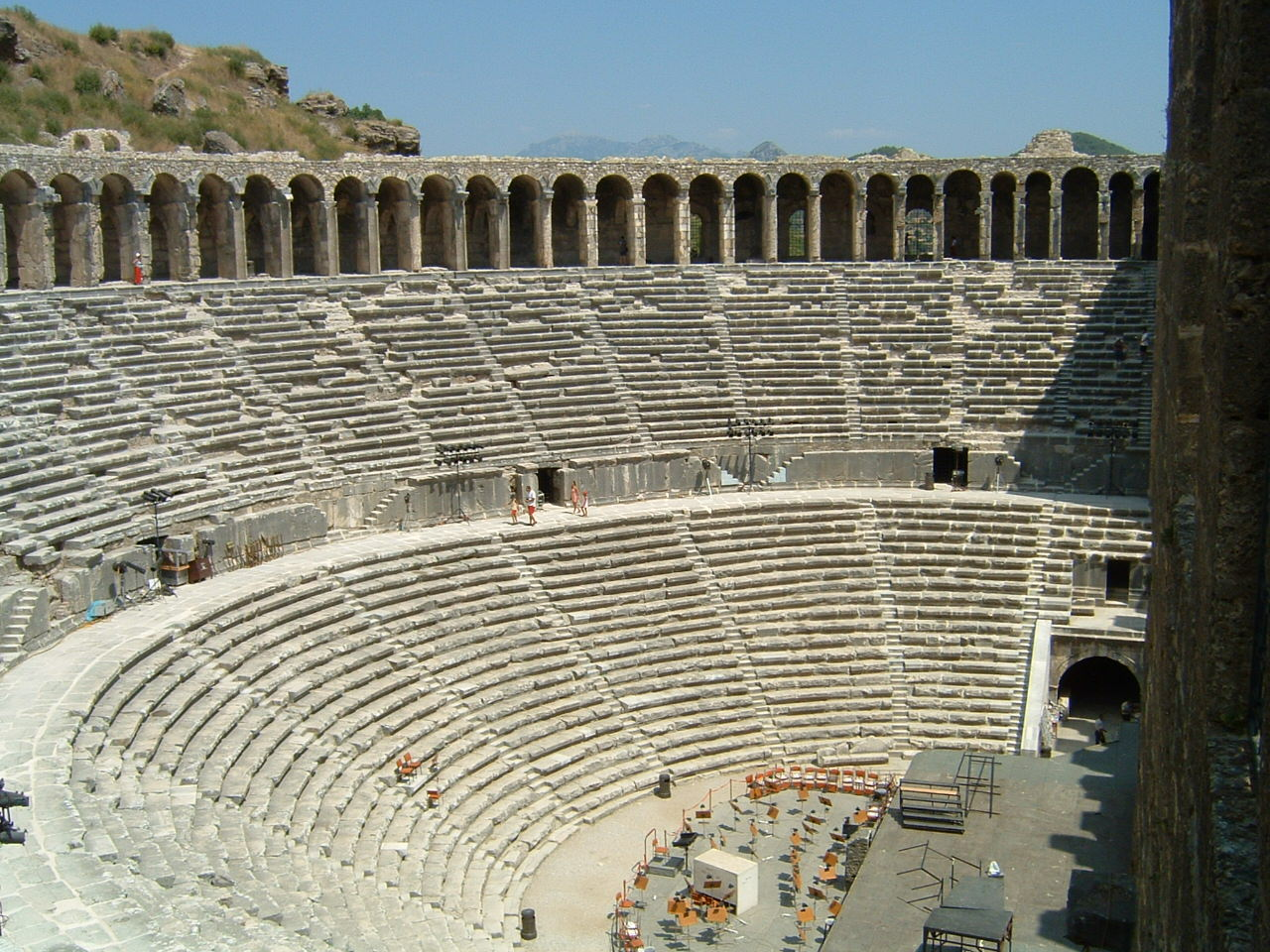
Римський театр (Аспендос), Туреччина
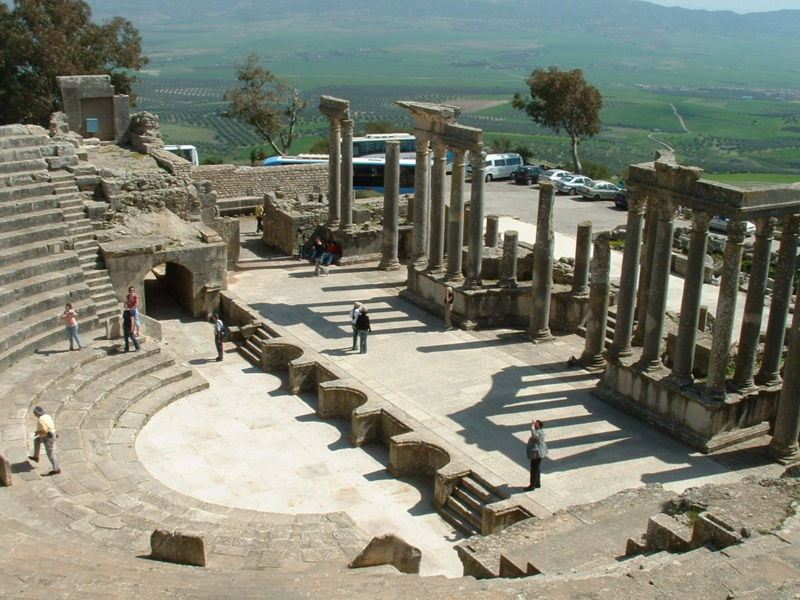
Римський театр (Дугга), Туніс
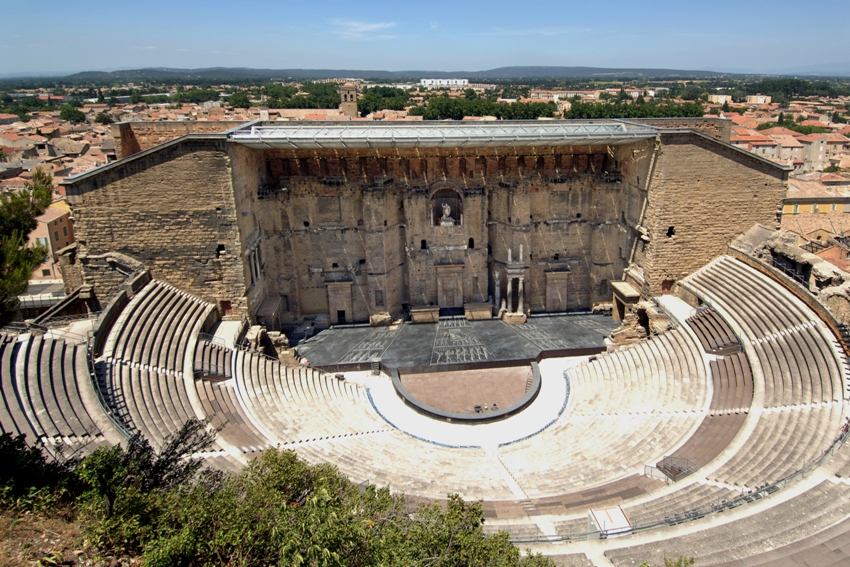
Римський театр (Оранж)
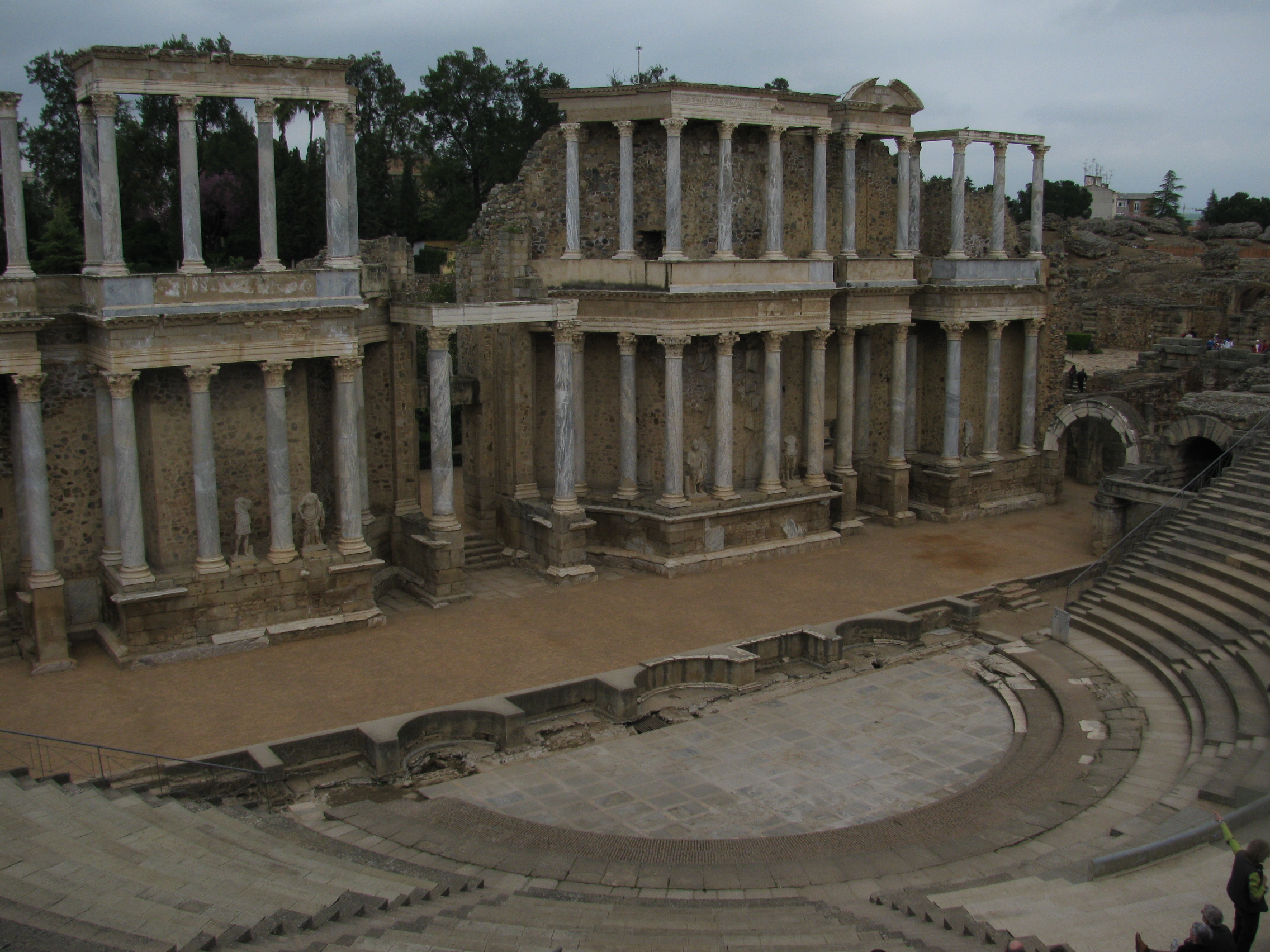
Римський театр (Кордова), Іспанія
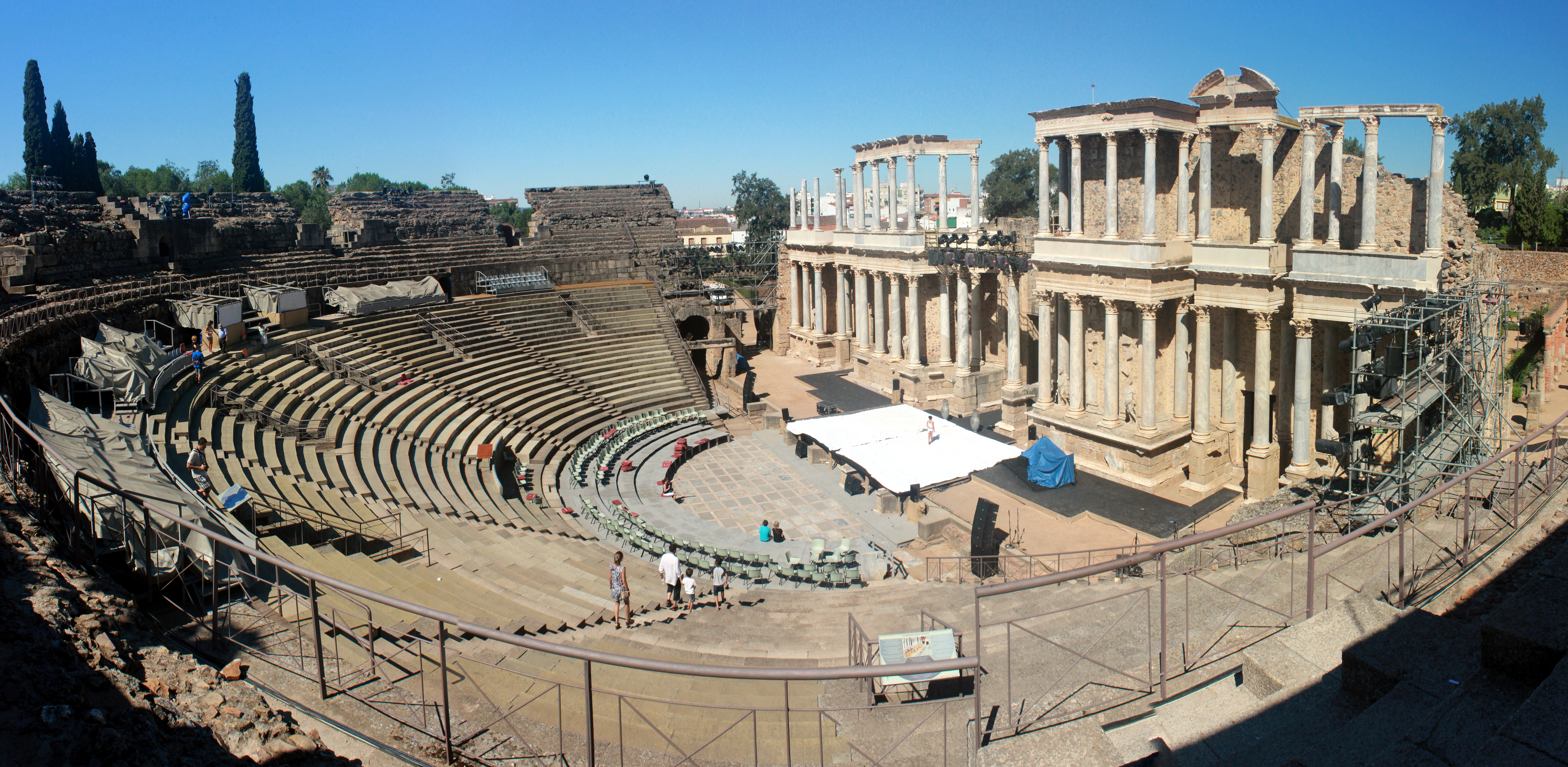
Римський театр (Мерида), Іспанія
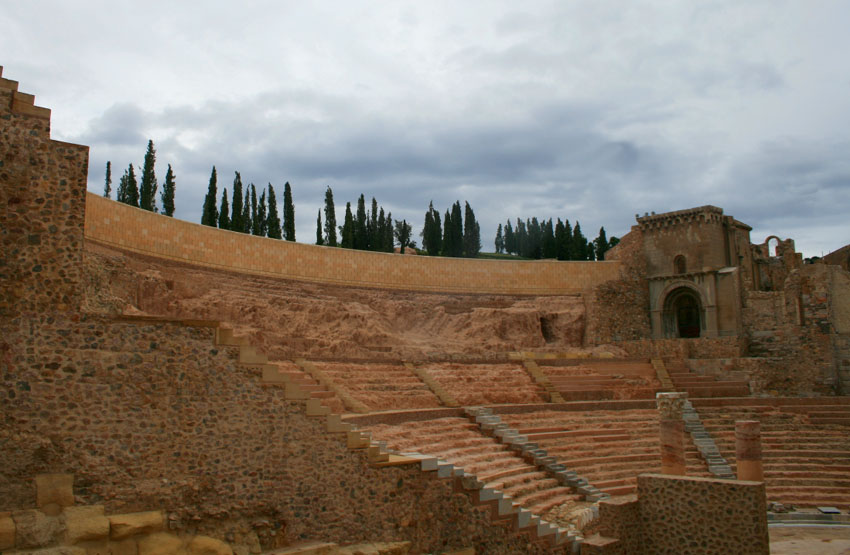
Римський театр (Картахена), Іспанія
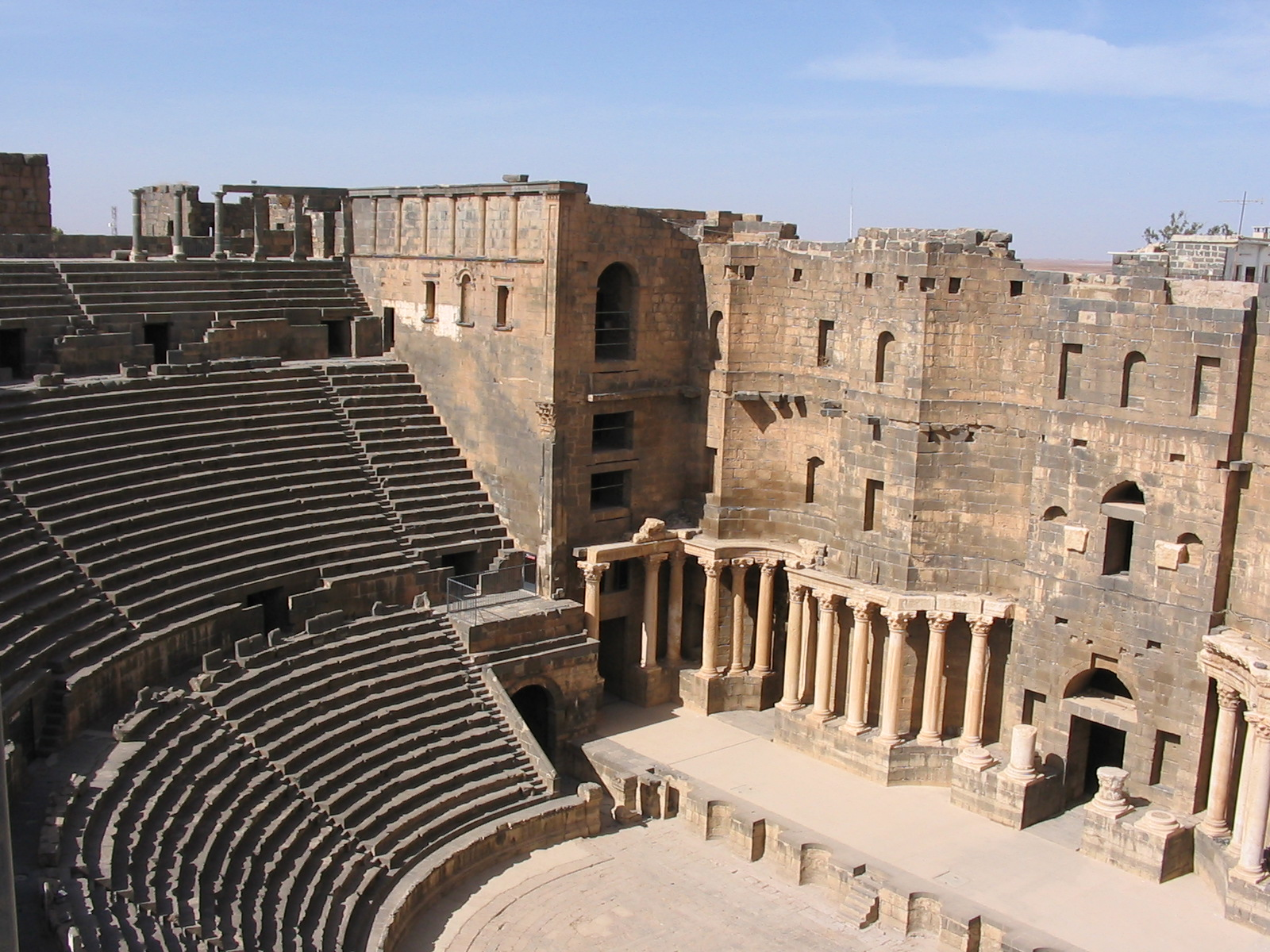
Римський театр (Босра), Сирія
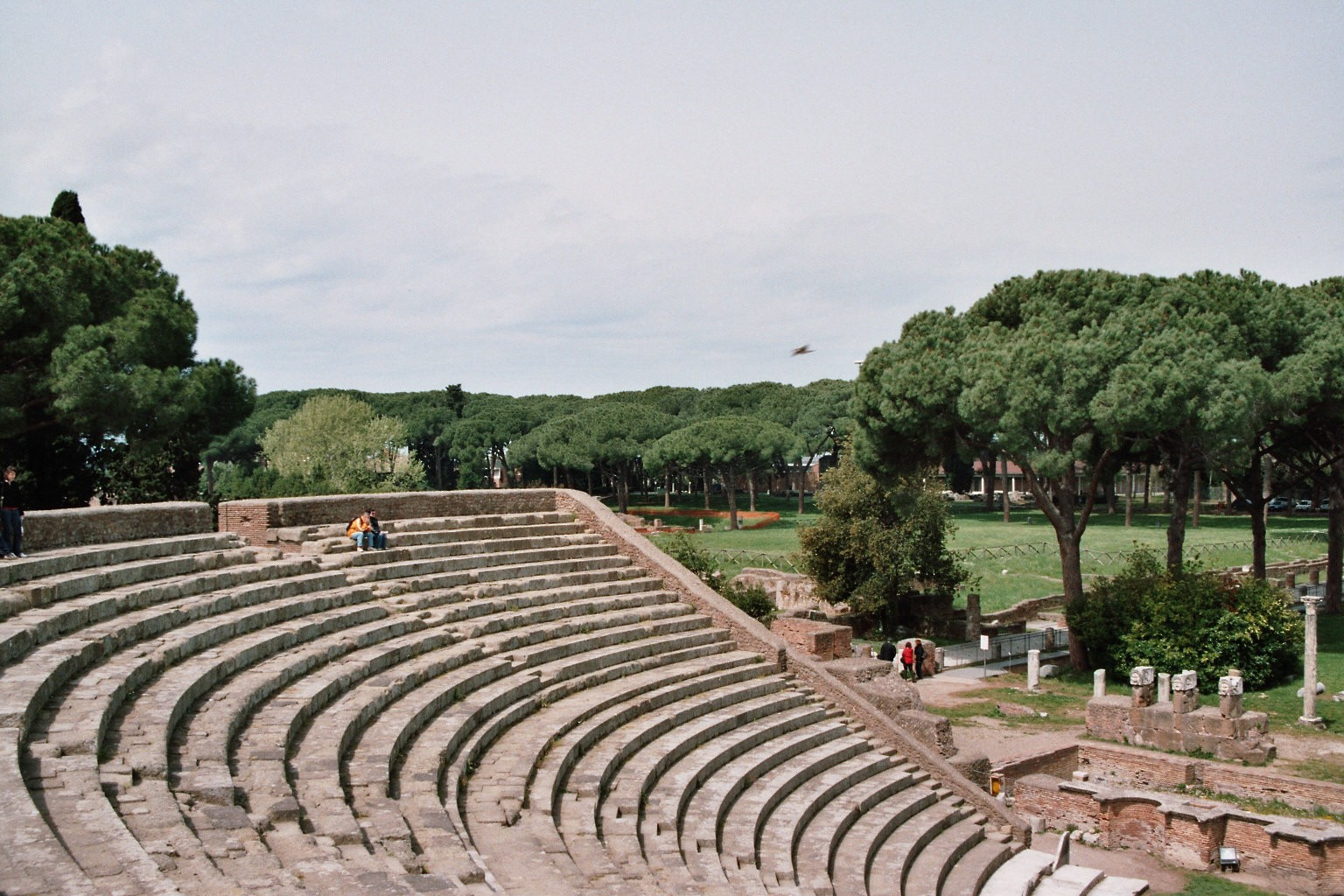
Римський театр (Остія), Італія

## Актори

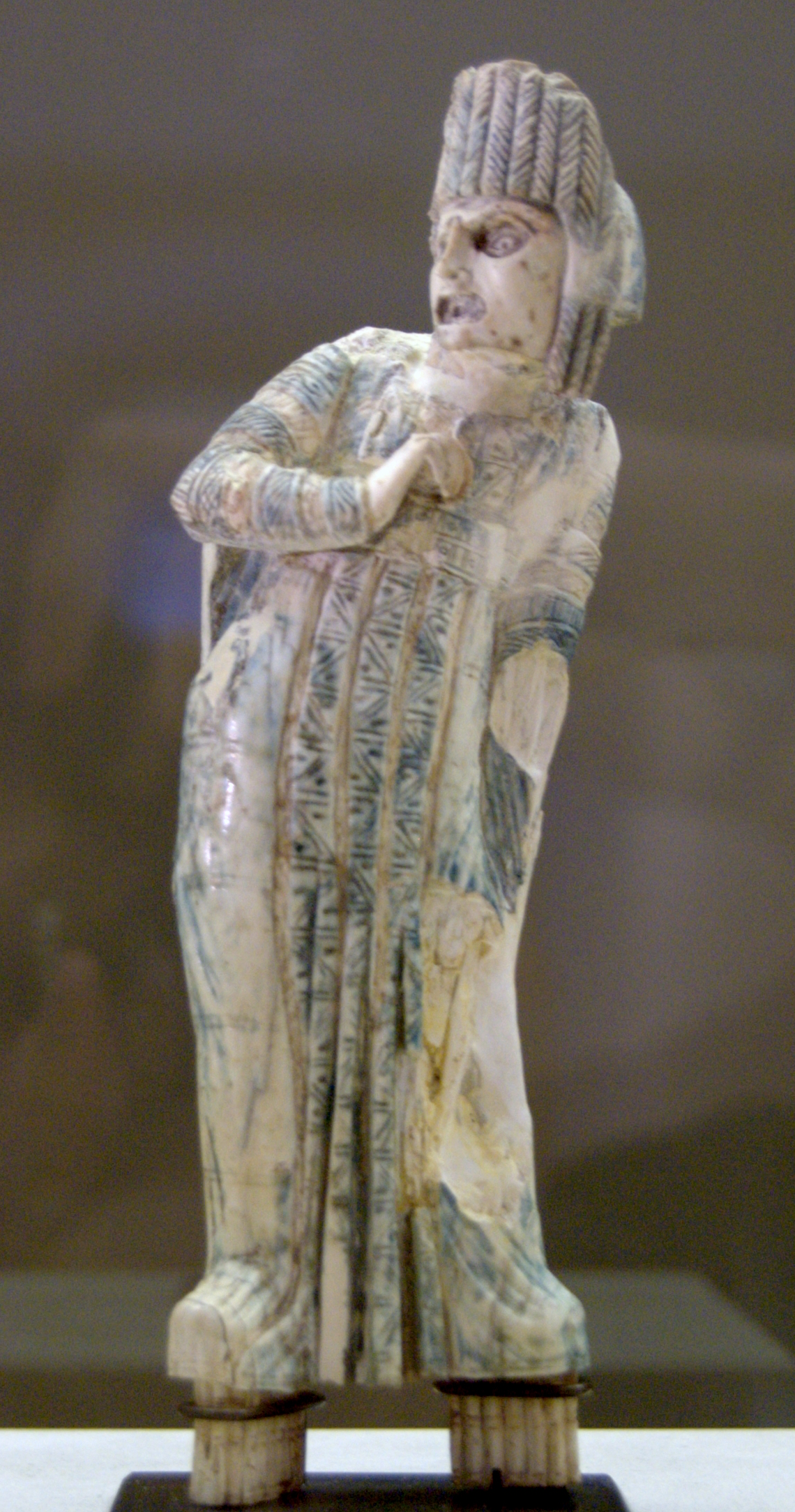
Статуетка зі слонової кістки римського трагі-актора, I ст.

Акторські трупи складалися здебільшого з чоловіків-професіоналів, вільнонайманих і навіть рабів. До акторів ставилися з презирством — їх могли піддавати тілесним покаранням за погану гру, штрафувати, не допускали до участі у виборах, призову на військову службу тощо. Проте римляни відрізняли великих акторів від ремісників і високо їх шанували. Неодноразово згадуються сучасниками І ст. до н. е. імена комедійного актора Галла Росція, трагіка Езопа, людей, відданих своїй професії, які і своїх учнів виховували у вірності принципам драматичного мистецтва. Авторитет акторів особливо зростає з установленням Імперії.
Римські актори спочатку масок не мали, оскільки театральні приміщення були невеликі, тому значна роль приділялася мімічній грі. Але з І ст. до н. е. маски знову входять у моду, тим більше що значно розширилися стіни самих театрів. Традиційними стають маски, запозичені з нової античної комедії: лихваря-звідника, парасита, доброчесної гетери, юнака й старого, особливо — хитрого раба.

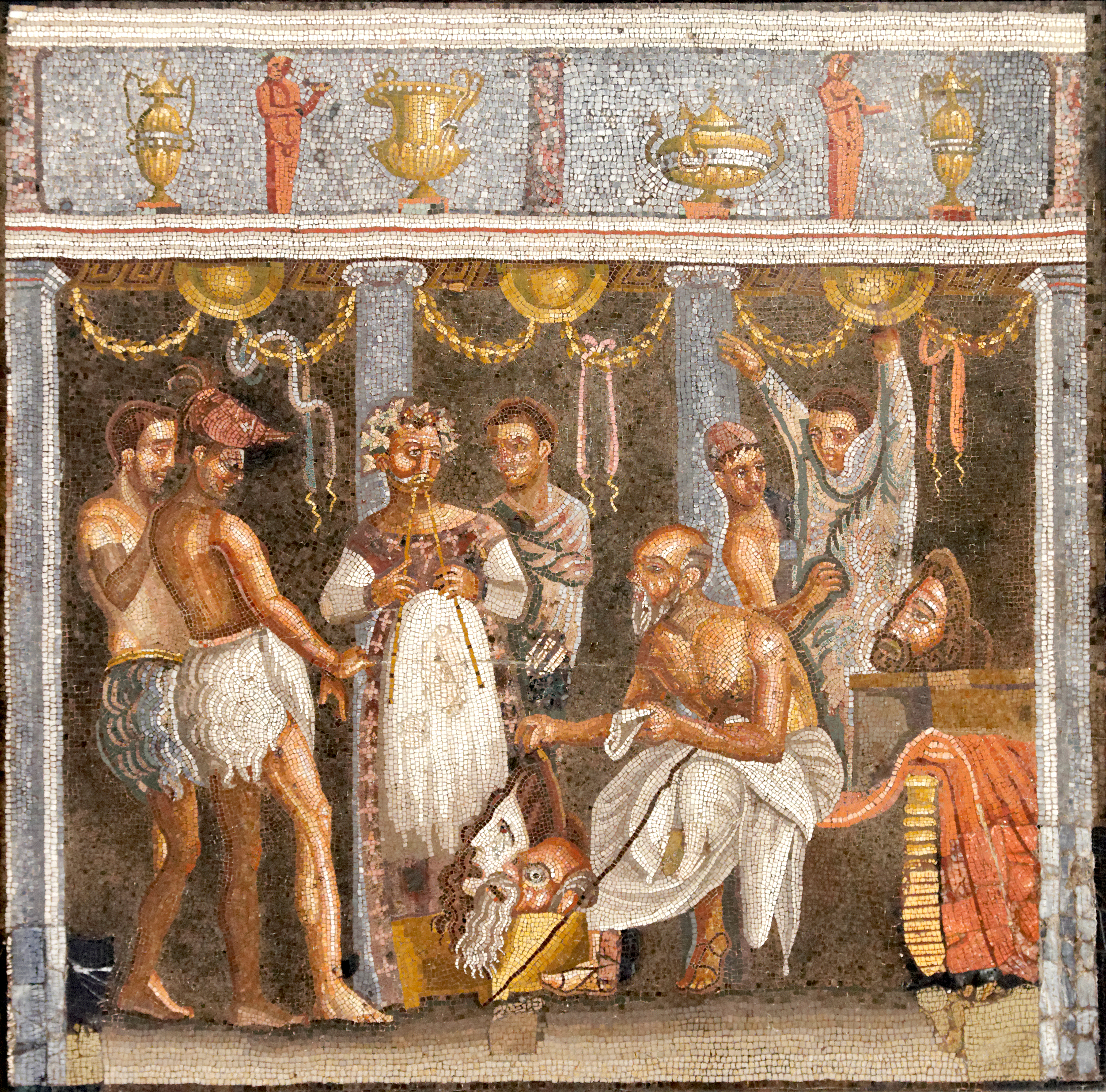
Римська мозаїка зображає акторів (Будинок трагічного поета, Помпеї)
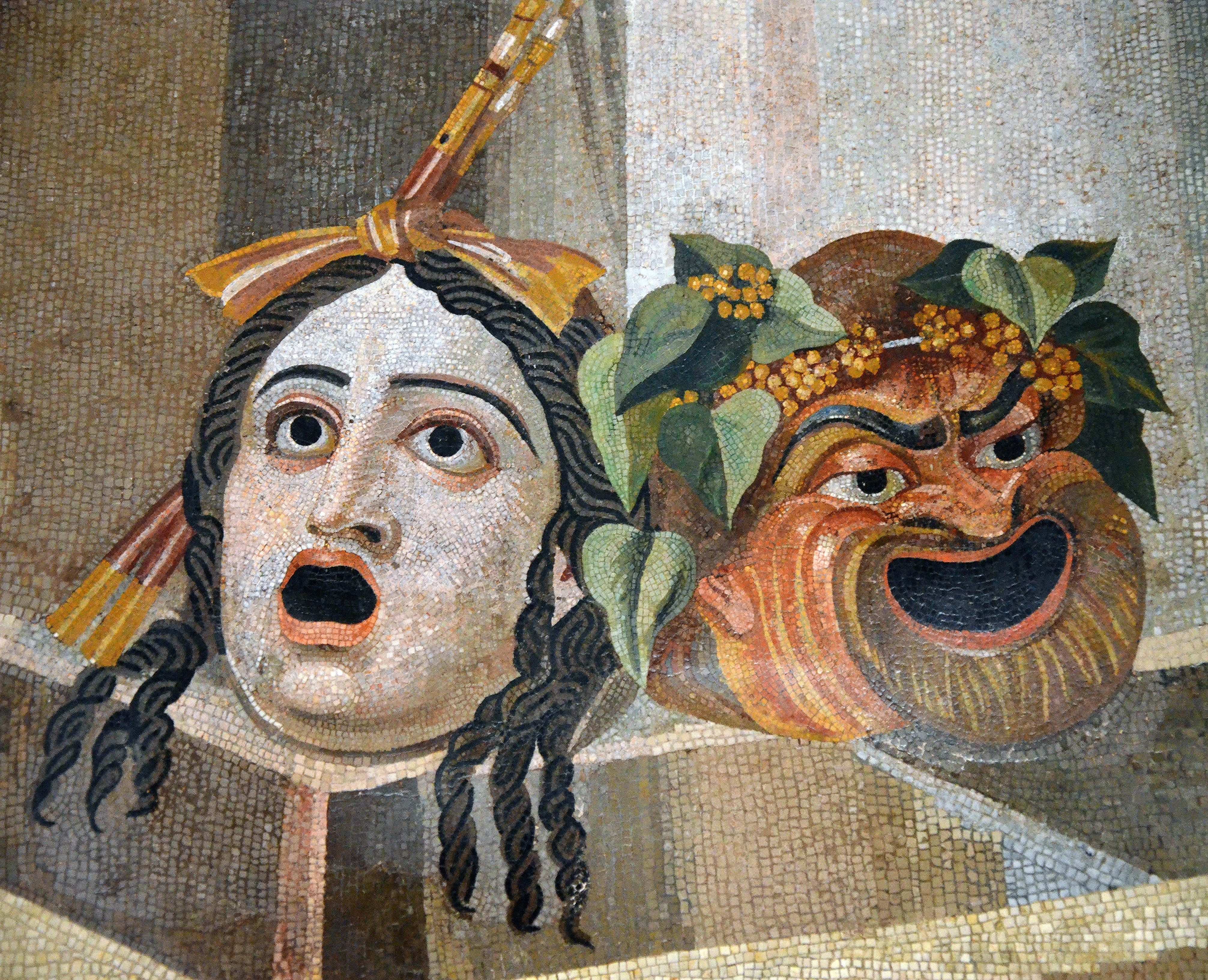
Мозаїка. Римські маски. II століття, Капітолійські музеї, Рим
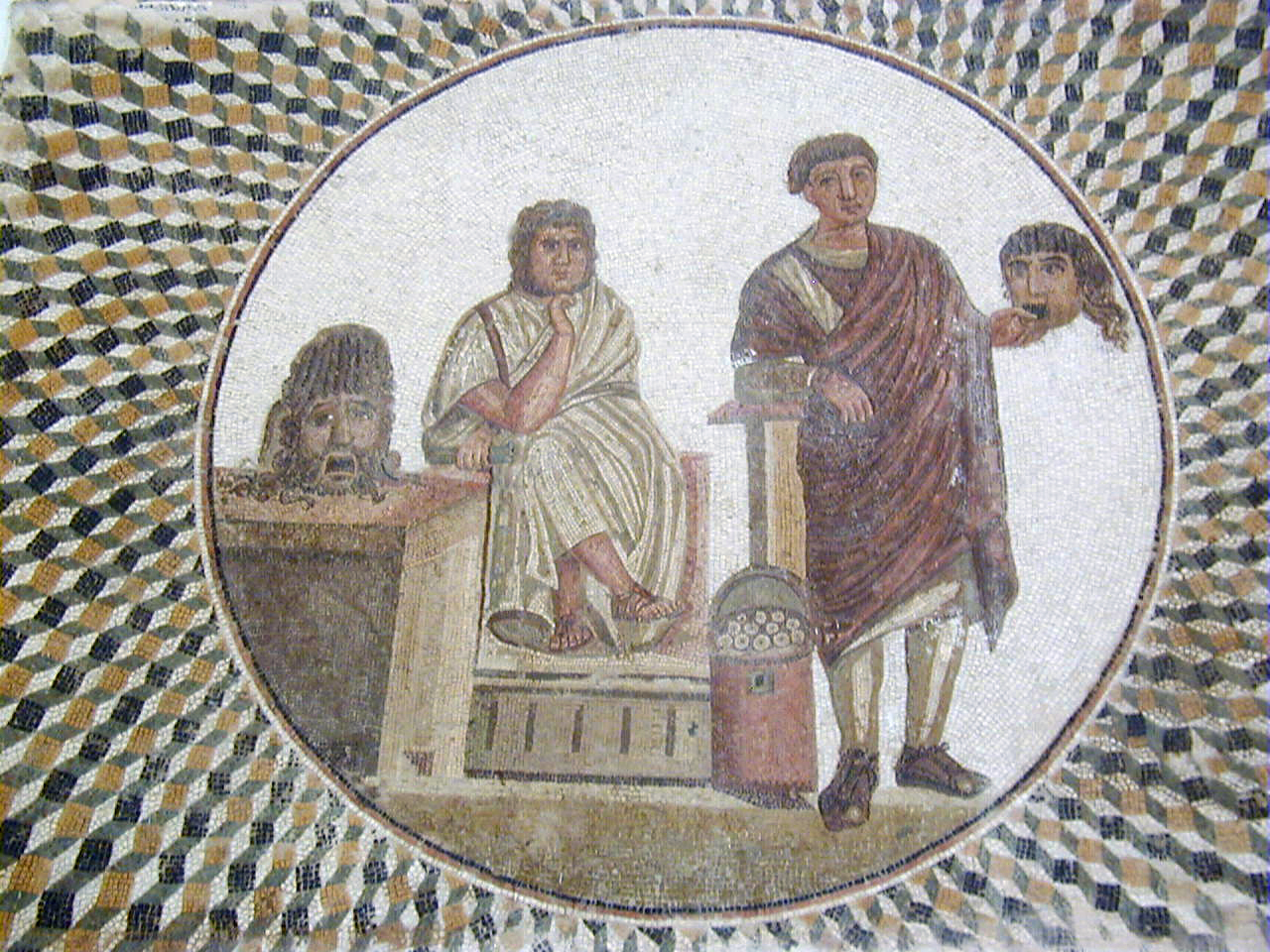
Мозаїка. Сус, Туніс
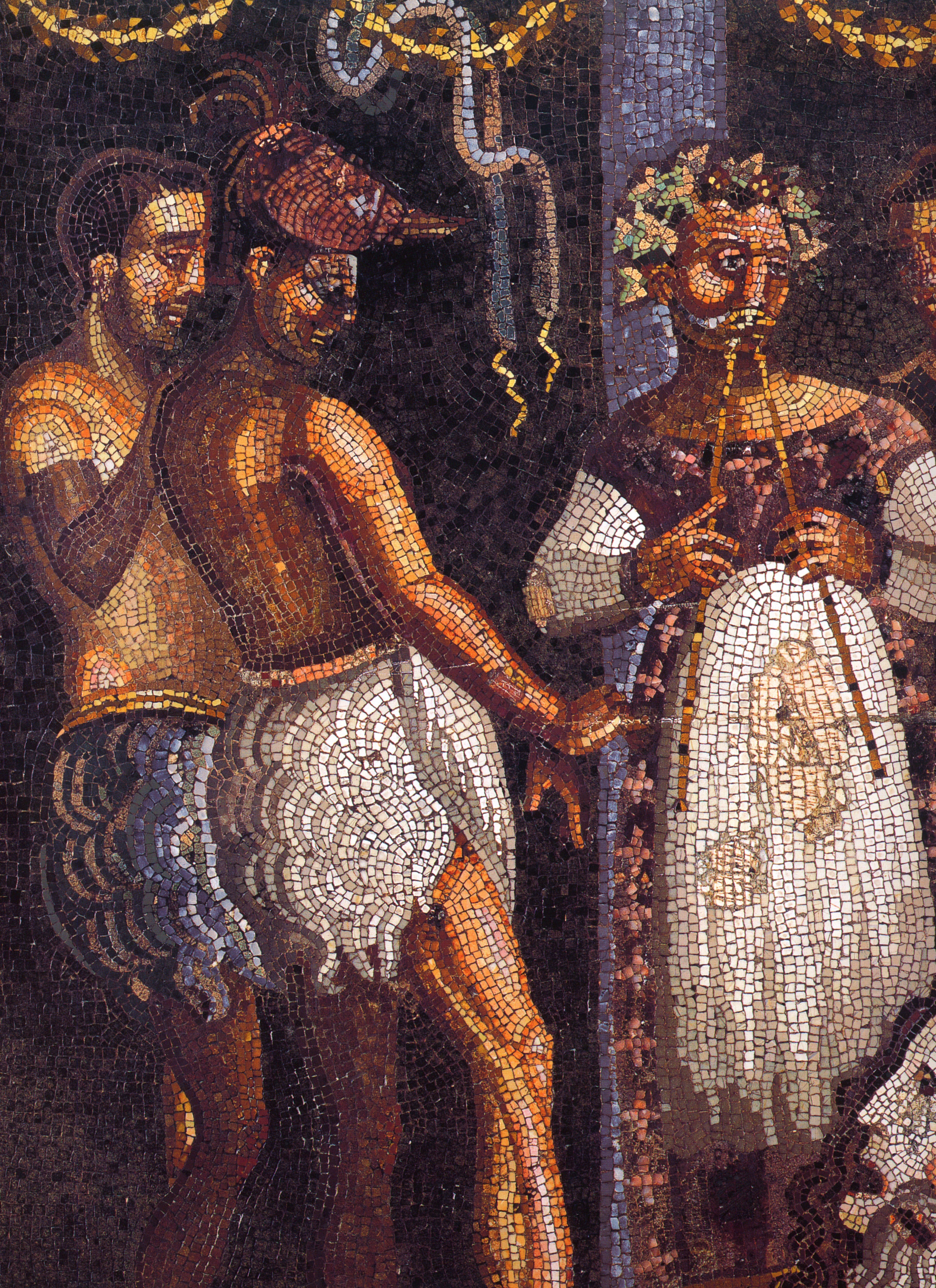
Актори в театральному вбранні, мозаїка Будинку поета трагедій, фрагмент. Помпеї
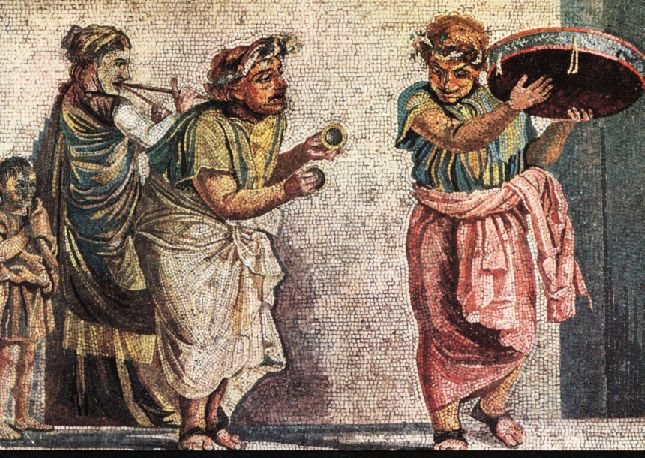
Музиканти, мозаїка з Помпей, Національний археологічний музей (Неаполь)
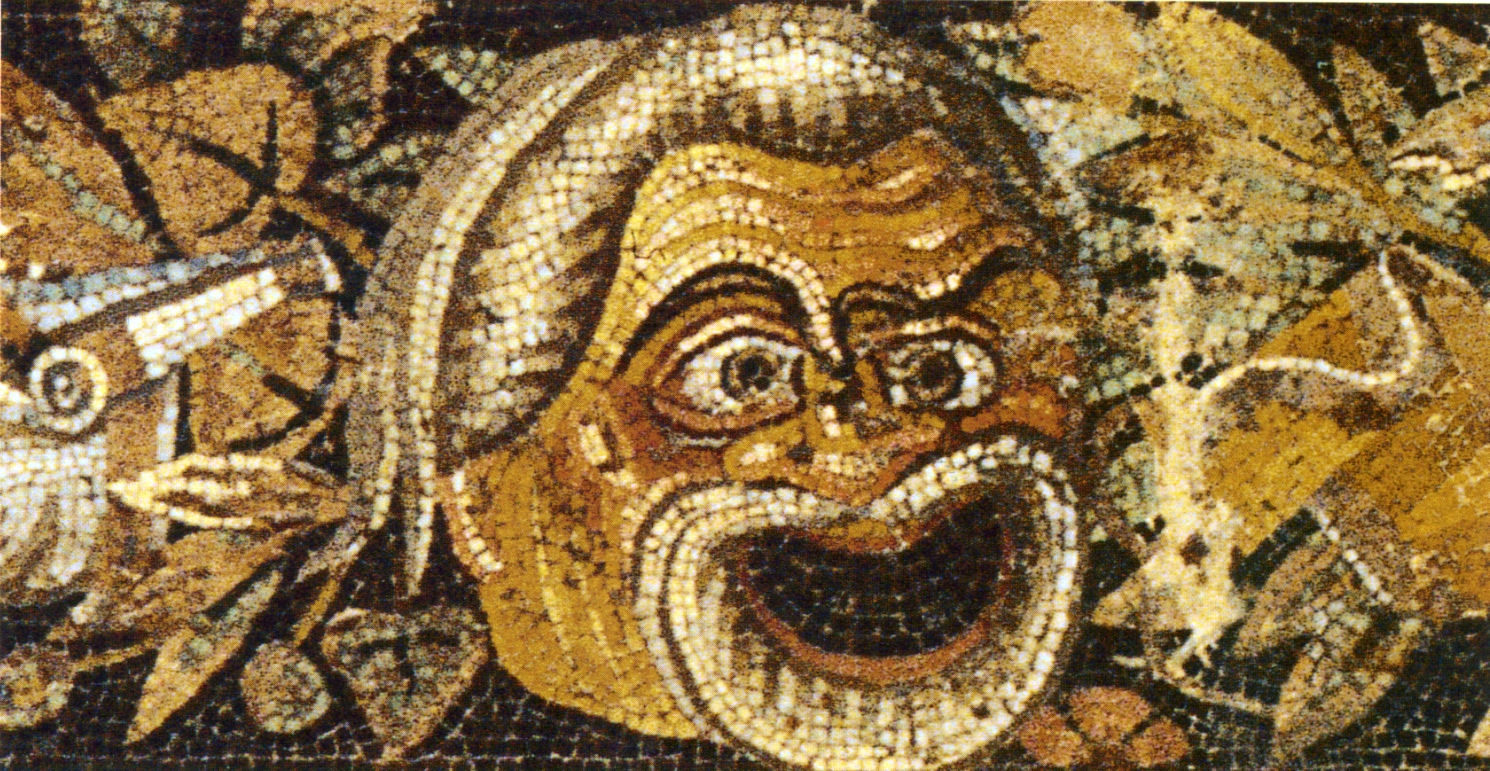
Будинок Фавна, мозаїка з театральною маскою. Помпеї
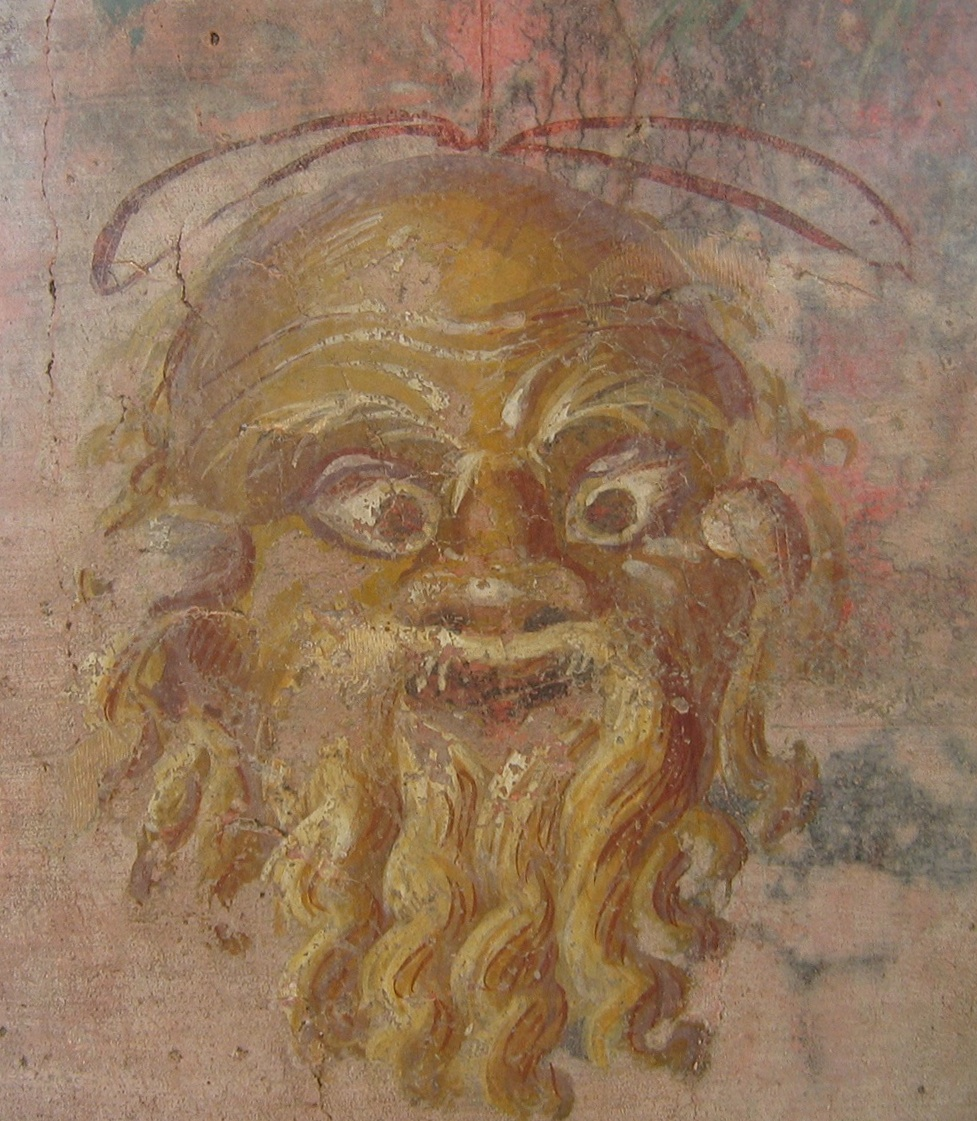
Акторська маска для комедій. Фреска з вілли в Боскореале

## Римська комедія
Найпопулярнішим серед плебсу були дотепні комедії. Всі спроби зробити традиційними трагедійні вистави закінчувалися цілковитою невдачею. Трагедії ставили, але їх відвідували дуже неохоче, серйозні сюжети просто не сприймалися. Можливо, давався в знаки недостатній рівень підготовки римлян, та й проникнення в міфологічні історії було значно поверховішим, ніж у Греції. Серед глядачів панувало захоплення зовнішньою, показною стороною вистави, що витісняла драматичний конфлікт, їх найбільше цікавили грубий комізм, буфонада, не завжди цензурні вирази. Тонка інтрига, справжня акторська гра, сам пафос трагедії часом замінювалися грубим натуралізмом: сцену використовували навіть для виконання смертних вироків, страта інколи ставала частиною сценічної дії. Тому не тільки героїко-міфологічна трагедія класиків грецької літератури, а й римська історична трагедія — претекстата — майже не були популярними. Так само як і серйозна нова аттична комедія, а також твори тих римських авторів, які наслідували її принципи, зокрема п'єси Теренція. А от легка, невимушена й весела комедія Плавта з її оптимізмом, життєрадісністю і брутальними вихватками героїв легко знаходила свого глядача. Вона отримала назву паліата (комедія плаща).
З І ст. до н. е. популярною стала й комедія тогата (togata), дія якої розгорталася в Італії, а персонажі носили римський одяг — тогу і розмовляли латинською мовою. Тоді ж на сцені утвердилася старовинна народна фарсова комедія на побутові теми ателлана (atellana). Свою назву вона дістала від найменування містечка в області Кампанія — Ателла. В ній діяли постійні герої, одна поява яких на сцені вже викликала сміх: дурнуватий і ненажерливий парубійко Макк, хвалькуватий і обмежений телепень Буккон, наївний і простуватий старий Папп, хитрий горбань-пройдисвіт Доссен та ін. Літературна обробка цієї сільської ателлани породила особливий жанр, який мав незмінний успіх. Збереглася велика кількість фрагментів подібних ателлан, назва яких була пов'язана з діями головного героя(«Макк-трактирник», «Макк-дівчина», «Папп-орач», «Всиновлений Буккон» тощо). Ателлана відрізнялася від звичайної комедії сміливістю критики певних повторних соціальних явищ, висміюванням застарілих форм римського життя, захоплення грецькою мовою (актори розмовляли соковитою народною мовою).
У цей же час основою деяких комедій стає і народний мім, невелика п'єса соціально-побутового змісту. Це був єдиний жанр, у якому дозволялося виступати жінкам, актори в ньому з'являлися без масок.